# Dolly's Scoop
Dolly's Scoop é um filme mudo norte-americano de 1916, dirigido por Joe De Grasse e estrelado por Lon Chaney.
Sobrevive uma cópia do filme.

## Elenco
- Louise Lovely - Dolly Clare (como Louise Welch)
- Lon Chaney - Dan Fisher
- Marjorie Ellison - Mrs. Alice Fairfax
- Hayward Mack - James Fairfax
- Mae Gaston - Helen
- Laura Praether - Maid
- Millard K. Wilson - Philip Ainsworth
- Edward Nes - Garoto Jap
- Charles Emmett Mack - (não creditado)